# بيدرو هورتادو دي مندوزا
بيدرو هورتادو دي مندوزا (بالإسبانية: Pedro Hurtado de Mendoza)‏ هو فيلسوف إسباني، ولد في 1578 في بالماسيدا في إسبانيا، وتوفي في 10 نوفمبر 1651 في مدريد في إسبانيا.